# Tsvetichnitsa
Tsvetichnitsa ou Cvetišnica (en macédonien Цветишница) est un village du nord de la Macédoine du Nord, situé dans la municipalité de Staro Nagoritchané. Le village comptait 21 habitants en 2002. Il se trouve dans le massif du Kozyak.

## Démographie
Lors du recensement de 2002, le village comptait :
- Macédoniens : 20
- Serbes : 1